# Zelzate
Zelzate är en kommun i Belgien.   Den ligger i provinsen Östflandern och regionen Flandern, i den nordvästra delen av landet, 50 km nordväst om huvudstaden Bryssel. Antalet invånare är 12 534. Arean är 13,7 kvadratkilometer. Zelzate gränsar till Wachtebeke, Gent, Evergem, Assenede och Terneuzen. 
Terrängen i Zelzate är mycket platt.
Runt Zelzate är det i huvudsak tätbebyggt. Runt Zelzate är det tätbefolkat, med 383 invånare per kvadratkilometer.